# Дудник гигантский
Дудник гигантский (лат. Angelica gigas) — вид многолетних монокарпических травянистых растений рода Дудник (Angelica) семейства Зонтичные (Apiaceae).
Китайское название: 朝鲜当归 chao xian dang gui.

## Ботаническое описание

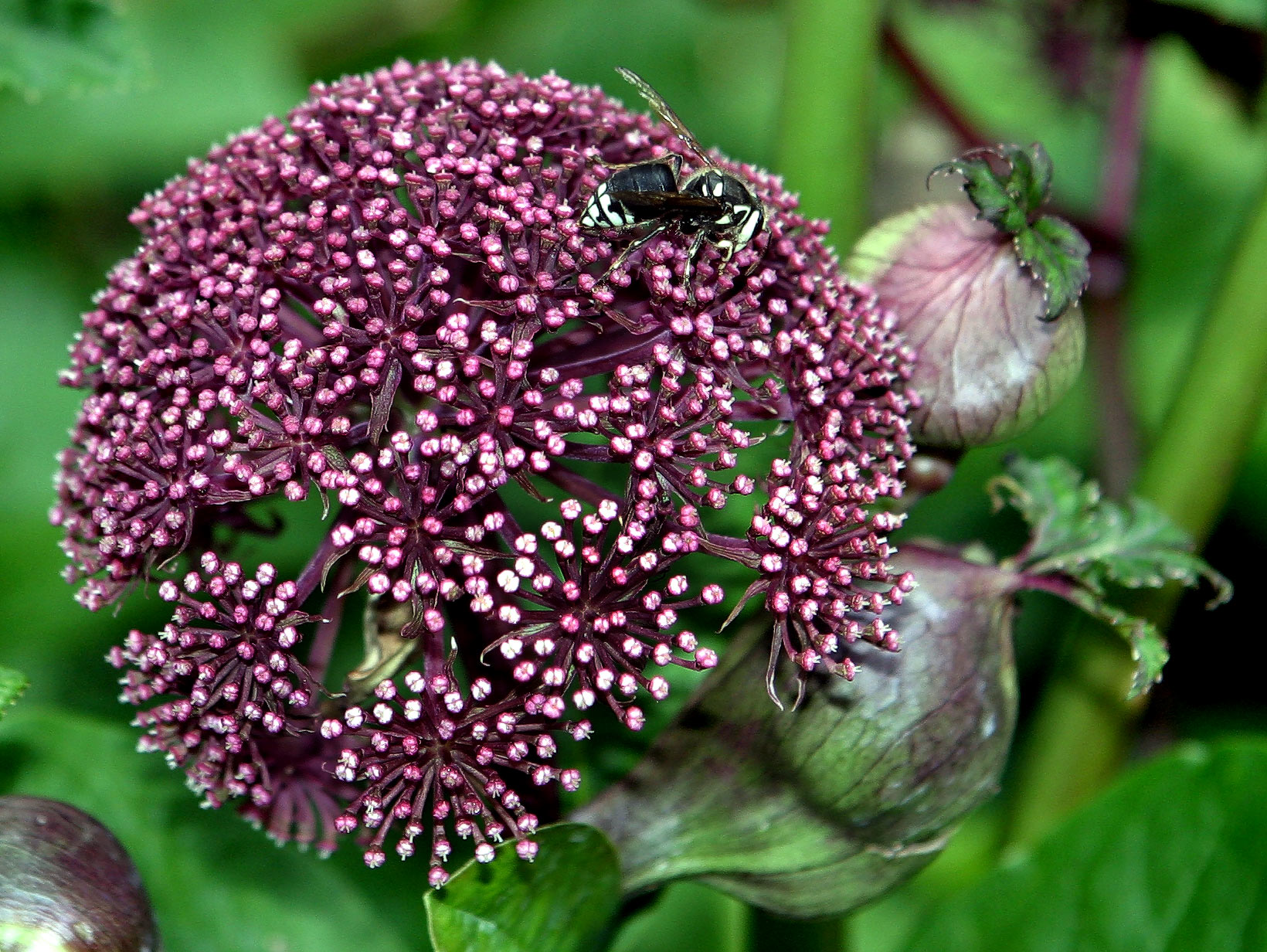
соцветие

Многолетнее травянистое растений. Высота 1—2,5 метра, ширина 1—1,5 метра, стебли толстые, пурпурно-коричневые, ребристые. 
Черешки нижних листьев длиной 30—45 см, влагалища широкие. Листья 20—40 × 20—30 см, 2—3-тройчатые, перистые, листочки продолговато-ланцетные, 4—15 × 1,5—5 см. Верхние листья пурпурно-зелёные.
Зонтик фиолетовый, почти шаровидный. Цветоносы 2—6 см. Прицветников 2, мешковидные, тёмно-фиолетовые. Цветоножки 3—8 мм. Лепестки тёмно-фиолетово-красные, обратнояйцевидные. Пыльники фиолетовые. 
Семена эллипсоидной формы, 5—8 × 3—5 мм, боковые ребра широкого крылатые.

## Распространение
Леса, луга на высотах около 1000 метров над уровнем моря. 
Китай (Хэйлунцзян, Цзилинь, Ляонин), Япония, Корея.

## Применение
Корни используются в традиционной китайской и корейской медицине. В Корее отвар высушенного корня используется для лечения анемии, снятия боли, различных инфекционных заболеваний и ревматизма суставов. Предварительные исследования на грызунах показали, что содержащийся в растении декурсинол может использоваться в лечении некоторых онкологических заболеваний. 

## В культуре
Популярное декоративное садовое растение. Имеет награду: Gold Medal 1993 Plantarium в Boskoop, Голландия.
Зоны морозостойкости: 4(5)—9. 
Цветет с конца июля до осени.
Семена прорастают неравномерно и длительный период времени.  Нуждаются в двух периодах стратификации: 4—6 недель при +5 °С и 4—10 недель при комнатной температуре. Прорастание семян может затянуться на два года. Рекомендуется посадка в плодородную почву, рН в пределах 5,8—6,8 . 
Зацветает в культуре на второй или третий год жизни. Декоративен во время цветения, после созревания плодов погибает.